# Aniela Piesiewicz
Aniela Piesiewicz z domu Szerękowska (ur. 1907 w Warszawie, zm. 22 lipca 1989 tamże) – polska nauczycielka.

## Biografia
Była jednym z pięciorga potomków Edwarda (leśnik i polityk w II Rzeczypospolitej) i Margarethy (osiadła w Polsce Angielka). W drugiej połowie latach 20. studiowała w Państwowym Instytucie Wychowania Fizycznego w Warszawie, gdzie uzyskała wykształcenie pedagogiczne. W 1929 roku Aniela Piesiewicz wyszła za mąż za prawnika Mariana Piesiewicza. Mieli dwóch synów: Witolda (ur. w 1935) oraz Krzysztofa (ur. w 1945). Po wybuchu powstania warszawskiego wraz z rodziną opuścili miasto, wracając do niego w marcu 1945. Po pewnym czasie rodzina Piesiewiczów przeprowadziła się do Zalesia Dolnego. Tam w latach 50. Piesiewicz pracowała jako nauczycielka. W 1958 Piesiewiczowie wrócili do Warszawy.

## Śmierć
Aniela Piesiewicz została znaleziona martwa 22 lipca 1989 w swoim mieszkaniu przy ulicy Długiej w Warszawie, a ujawnienia dokonał jej syn Krzysztof. Przyczyną śmierci było zagardlenie (gwałtowne uduszenie). Mordercy związali ofierze ręce kablem, który biegł ku górze i kończył się pętlą na szyi. Pętlę założono tak, by każdy ruch samoczynnie ją zaciskał. W podobny sposób związano ks. Jerzego Popiełuszkę. Ponadto w mieszkaniu Piesiewicz znaleziono maczetę.
Według jednej z hipotez śmierć Anieli Piesiewicz była zemstą komunistycznych służb bezpieczeństwa wymierzoną w Krzysztofa, który był oskarżycielem posiłkowym w procesie zabójców ks. Popiełuszki. Prokurator i szef lubelskiego IPN-u Jacek Nowakowski zwrócił uwagę na datę zabójstwa (22 lipca – rocznicę ogłoszenia manifestu PKWN).

## Śledztwo
Śledztwo w sprawie śmierci Anieli Piesiewicz trwało do 16 czerwca 1990. Prokuratura Rejonowa Warszawa-Śródmieście umorzyła je z powodu braku wykrycia sprawców. 28 września 1990 roku wznowiono śledztwo po złożeniu zażalenia przez pełnomocnika Krzysztofa Piesiewicza, Czesława Jaworskiego. Podczas śledztwa zatrzymano Zygmunta G., który opowiadał o „prasowaniu babki żelazkiem” i „przykryciu kobiety kocami, narzutami, krzesłami”. Później aresztowano Mariusza J., który twierdził, że ma wiadomości o grupie, która dokonywała napadów na Starym Mieście. Jednym z członków grupy był Zbigniew R., który twierdził, że śmierć Piesiewicz wiąże się ze służbami bezpieczeństwa Polski Ludowej, a Mariusz J. jest „informatorem Komendy Głównej MO”. Jeden z członków grupy wyemigrował do Stanów Zjednoczonych, a ustalenie jego pobytu okazało się niemożliwe. Prokuratura definitywnie umorzyła postępowanie 30 października 2005 roku, a sprawę przejął Instytut Pamięci Narodowej.